# 濃宜水通
濃宜 水通（のぎ の みなみち）は、奈良時代の人物・儒学者。姓は公。官位は外従五位下・信濃介。

## 経歴
平城宮木簡によると、天平宝字8年（764年）に、直講正八位上として大学寮の宿直をつとめたことが見える。
天平神護3年（767年）2月、称徳天皇が臨幸し、大学の釈奠（せきてん）を行った際に、問者（座主が訓読する内容に対して質問する者）となって、昇叙されている。この時の官職は大学少允。なお、彌永貞三の説によると、この釈奠は、天皇が出御した唯一の事例で、吉備真備が唐よりもたらした儀式にのっとったものだという。
翌神護景雲2年（768年）7月に、地方官の信濃介に就任する。その翌年、補佐役の信濃員外介として、弓削大成が任命されている。

## 官歴
注記のないものは『続日本紀』による。
- 天平宝字8年（764年）9月11日：見正八位上・直講（『平城宮木簡』による）
- 時期不詳：正六位上・大学少允
- 天平神護3年（767年）2月7日：外従五位下
- 神護景雲2年（768年） 7月30日：信濃介